# Fångstmängd
Denna artikel handlar om det matematiska begreppet fångstmängd. Se också fångstmängd (jakt).
Inom matematiken avses med fångstmängd ett talområde. Den kan till exempel vara ett avsnitt på en tallinje. Uttrycket 1 > |x - 4| ger en fångstmängd som motsvarar alla tal inom avsnittet 3 < x < 5. Vid flera dimensioner motsvaras en fångstmängd av en volym. Den kan motsvaras av alla tal inom en cirkel, rektangel eller en kub. Enhetscirkeln motsvaras exempelvis av fångstmängden 1 = |z|.
Fångstmängder kan användas för att begränsa en funktions resultat till en given grupp och förkasta de övriga (betrakta dem som ej tillfredsställande). De används också för att testa om resultatet av det booleska uttrycket "fångstmängd > x" är sant eller falskt. Därigenom kan nästa operation villkoras, till exempel kan beräkningen i en ny iteration upprepas om det senaste resultatet inte ligger inom (eller utanför) mängden.